# トリプトファン-2,3-ジオキシゲナーゼ
トリプトファン-2,3-ジオキシゲナーゼ（tryptophan 2,3-dioxygenase）は、トリプトファン代謝酵素の一つで、次の化学反応を触媒する酸化還元酵素である。
L-トリプトファン + O2 {\displaystyle \rightleftharpoons } N-ホルミル-L-キヌレニン
反応式の通り、この酵素の基質はL-トリプトファンとO2、生成物はN-ホルミル-L-キヌレニンである。補因子としてヘムを用いる。
組織名はL-tryptophan:oxygen 2,3-oxidoreductase (decyclizing)で、別名にtryptophan pyrrolase (ambiguous)、tryptophanase、tryptophan oxygenase、tryptamine 2,3-dioxygenase、tryptophan peroxidase、indoleamine 2,3-dioxygenase (ambiguous)、indolamine 2,3-dioxygenase (ambiguous)、L-tryptophan pyrrolase、TDO、L-tryptophan 2,3-dioxygenaseがある。